# Zapole (sielsowiet Byteń)
Zapole (biał. Заполле; ros. Заполье) – wieś na Białorusi, w obwodzie brzeskim, w rejonie iwacewickim, w sielsowiecie Byteń. 
W dwudziestoleciu międzywojennym leżało w Polsce, w województwie nowogródzkim, w powiecie słonimskim, w gminie Byteń. Po II wojnie światowej w granicach Związku Sowieckiego. Od 1991 w niepodległej Białorusi.